# Front de libération de l'Aïr et de l'Azawagh
Le Front de libération de l'Aïr et de l'Azawagh est un groupe rebel touareg ayant participé à deux rébellion dans les années 1990 et 2000.